# 밀 Mi-28
밀 Mi-28(Mil Mi-28, NATO 코드명: Havoc)은 러시아의 전천후 주야간 군용 탠덤 복좌형 대전차 공격헬기이다.
Mi-28은 이차적 수송 능력을 의도하지 않은 전용 공격 헬리콥터로, Mi-24보다 대전차 역할에 더욱 최적화되어 있다. 기수 아래 포좌에 단발총을 휴대하고, 더하여 돌출부 날개 아래 파일론에 외부 장탄을 휴대한다.
하복(11톤)은 미국의 표준 공격 헬기 아파치(10톤)와 같은, 러시아의 표준 공격 헬기로서, 아파치가 사거리 8 km의 AGM-114 헬파이어 대전차 미사일 16발을 탑재하는데 비해, 하복은 사거리 8 km의 AT-9 대전차 미사일 16발을 탑재한다.

## 개발
1972년 수송 능력을 갖춘 유일한 공격헬기인 Mi-24가 완성된 후 Mi-28의 개발이 시작되었다. 새로운 설계는 전차 및 적 헬리콥터와 싸우고 아군 헬리콥터 착륙 작전을 보호하기 위한 역할에 중요한 총체적 성능과 더 높은 최고 속력을 전달하기 위해 객실을 생략하고, 수송 능력을 줄였다.(8명 대신 3명) 처음에는, 꼬리에 부가적 추진 프로펠러를 갖고, 날개의 끝에 엔진이 위치하는(수직 설계), 두개의 메인로터를 가지는 비관습적인 프로젝트를 포함한 많은 다양한 설계가 고려되었다. 1977년 고전적인 단일 로터 설계의 예비 디자인이 선택되었다. 이것은 Mi-24와의 유사성이 없었고, 평평한 표면과 함께 캐노피 조차 더 작았다. 1981년, 디자인과 실물 모형이 받아들여졌다. 1982년 시제기(no.012)가 첫비행을 했고, 1983년 두 번째 시제기(no.022)가 생산됐다. 1984년 국가 견본품의 첫 번째 단계가 완성됐지만, 1984년 10월 소비에트 공군이 새로운 대전차 헬기로 더욱 발달한 카모프 Ka-50을 선택했다. Mi-28 개발은 계속되었지만, 우선순위는 낮았다. 1987년 로스토프나도누 로스트버톨에서 Mi-28 생산이 승인되었다.

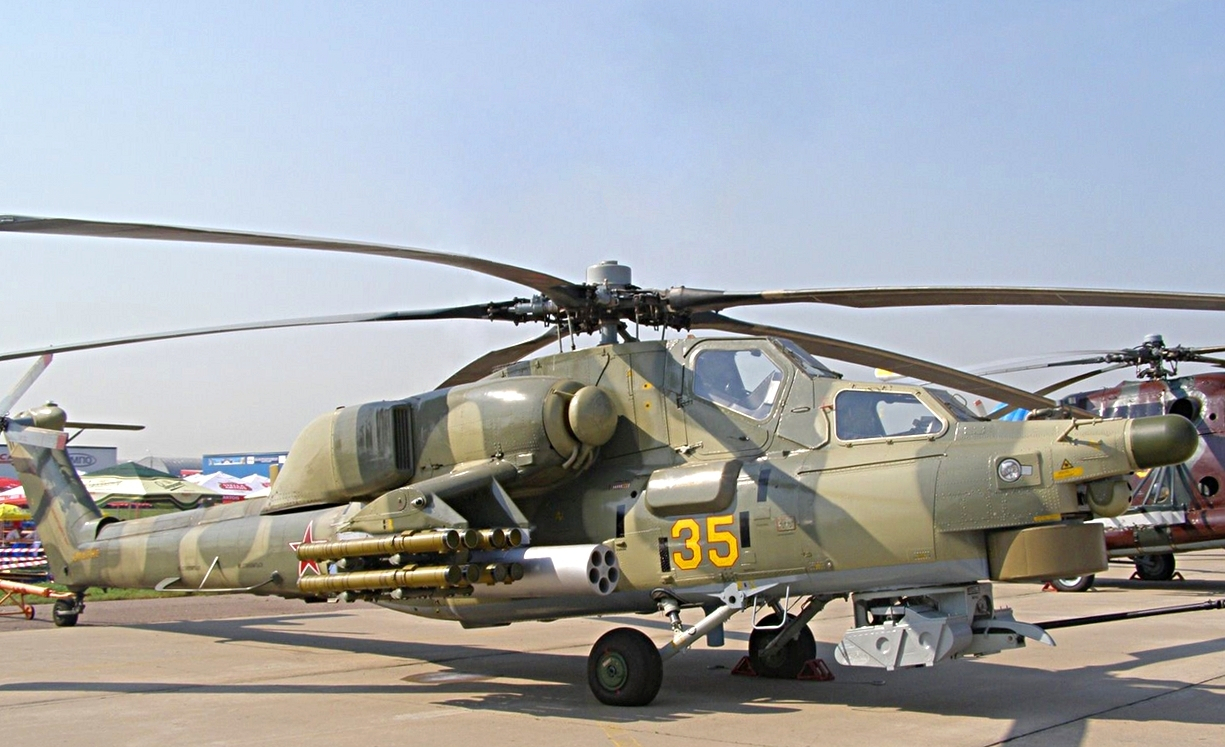
전시중인 밀 Mi-28N

1988년 첫 번째 Mi-28A 시제기가 비행했다.(no. 032) 더 강한 엔진과 표준 3엽 날개 변형 대신 X자형 테일로터를 갖췄다. 1989년 Mi-28A 신형이 파리 에어쇼에서 데뷔했다. 1991년 두 번째 Mi-28A가 생산됐다.(no. 042) 1993년 Mi-28A 프로그램은, 특히 전천후 능력이 없어서, Ka-50과 경쟁할 수 없다고 간주되어서 취소되었다.
그러나 1995년 또다른 파생형인 Mi-28N이 모습을 드러냈다.( N은 밤("night")을 의미한다.) 1996년 시제기(n.014)가 비행했다. 가장 큰 특징은 미국의 AH-64D 아파치 롱보우와 비슷한 메인로터 위의 둥근 커버 레이다이다. 또한 향상된 토 비전과 기수 아래 TV 카메라와 적외선 전방감시장치(FLIR)를 포함하는 조준 장치를 가지고 있다. 자금 문제로, 개발은 중단되었다. 2004년 향상된 로터 디자인을 갖는 두 번째 시제기가 모습을 드러냈다.

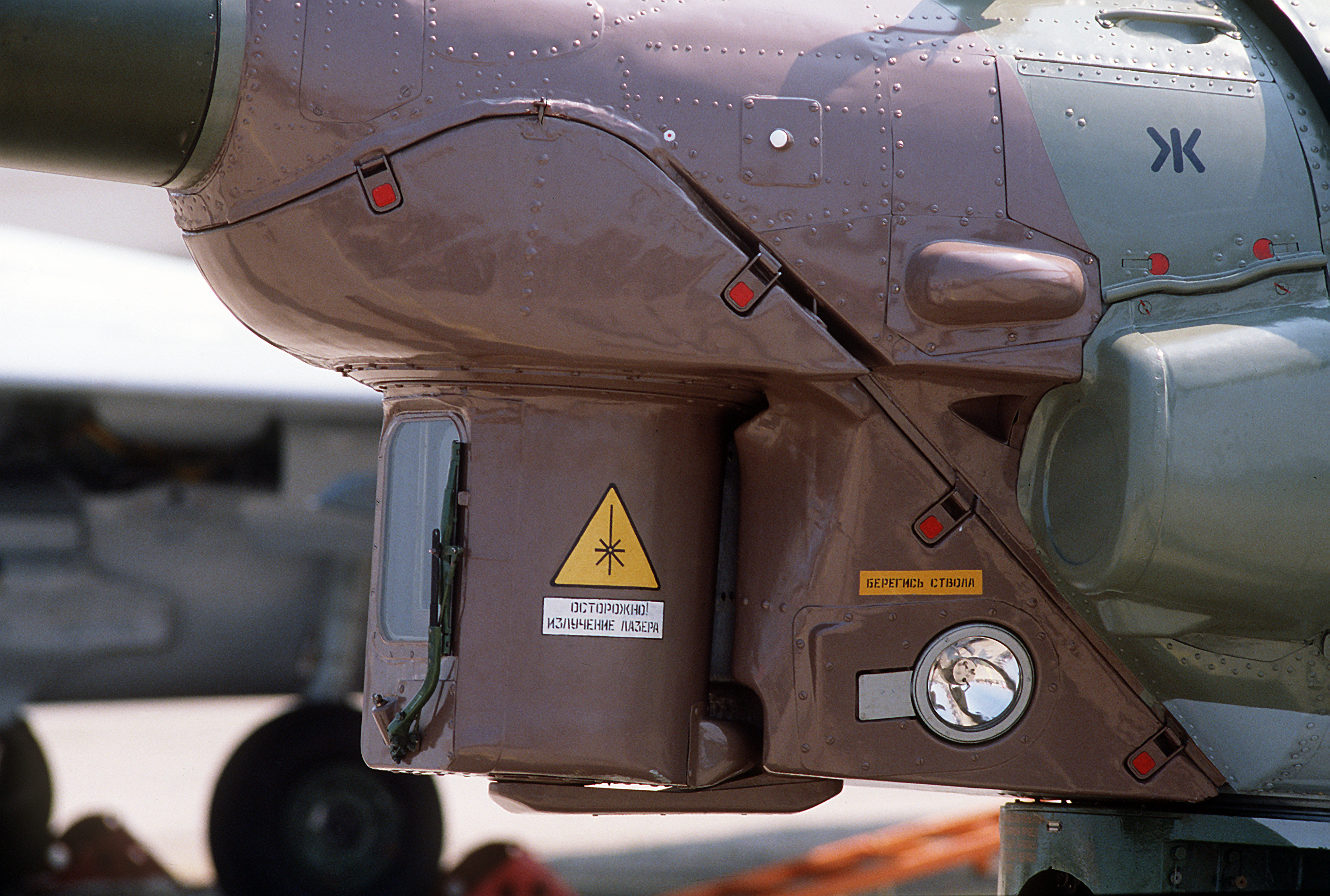
밀 Mi-28 기수 센서

냉전 후에 변화된 군사 상황이 Ka-50과 같은 특화된 대전차 헬기를 더욱 쓸모없게 만들었다. 다른 한편으로, 전천후 복좌 파생형 Ka-52는 증가한 중량으로 인해 성능이 악화되었다. 전천후 작전 능력, 저렴한 비용, 그리고 Mi-24와 유사성과 같은 Mi-28N의 이점이 더욱 중요해졌다. 2003년 러시아 공군참모총장은 Mi-28N이 러시아 표준 공격헬기가 될 것이라고 말했다. 처음 일련의 Mi-28N이 육군에 인도됐다. Mi-28N은 비슷한 Ka-50/Ka-52와 함께 2006년 실전 배치됐다.
Mi-28NE라고 알려진 수출형이 있고, 레이다와 적외선전방감시장치(FLIR)가 없는, Mi-28N 설계에 바탕한, 더 단순한 주간용 헬리콥터 파생형 Mi-28D가 있다.

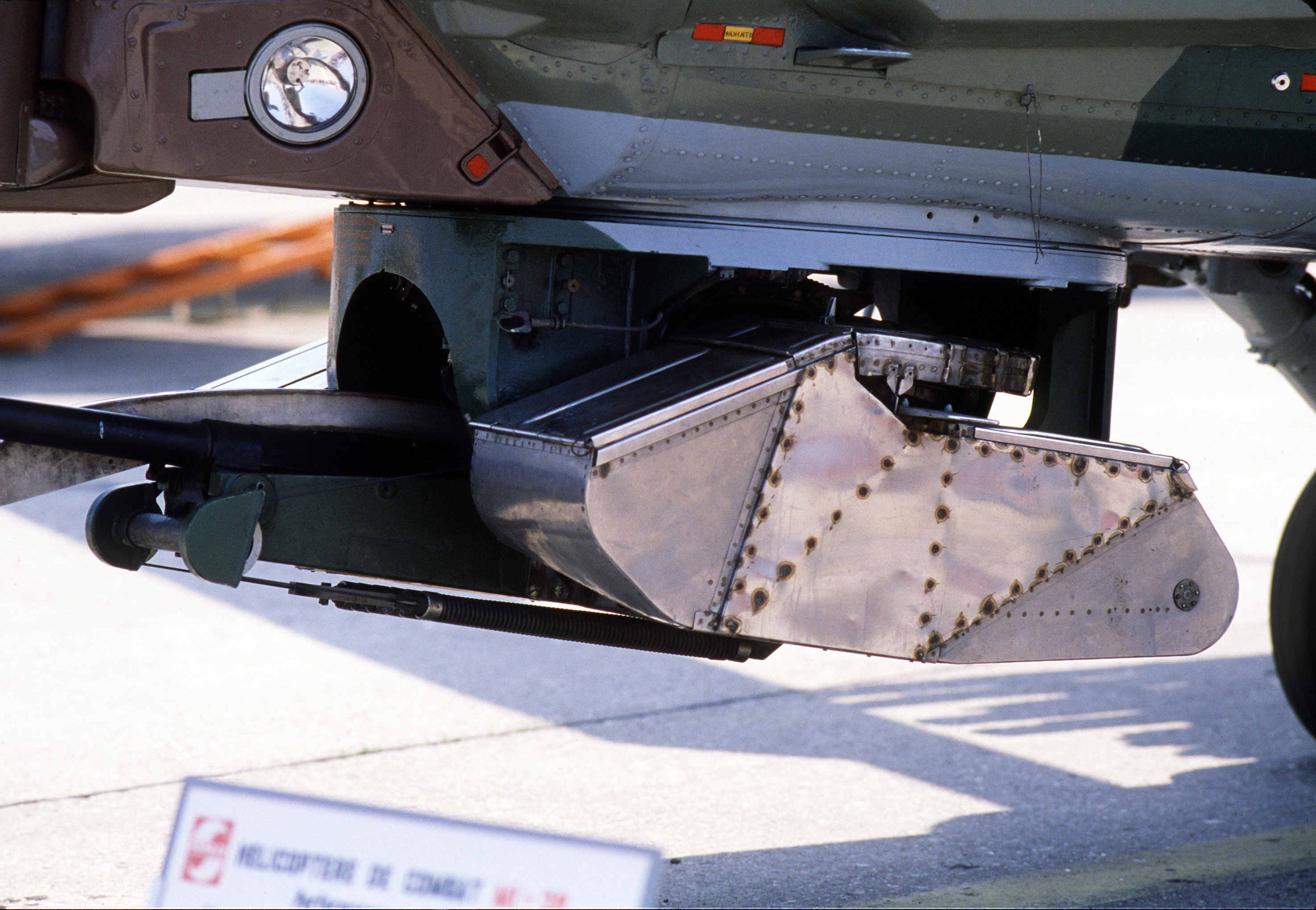
밀 Mi-28 총 장착

## 설계
Mi-28은 중장갑 조종석 두자리, 전자장비로 가득찬 기수 그리고 좁은 X자형 테일로터를 가지고 있다. 엔진은 쌍발 2,200 마력(hp) 이소토프 TV-3-117VM (t/n 014) 가스터빈 엔진이다. X자형 테일로터는 소음 특성을 감소시켰다. Mi-28은 수송용으로 이용할 의도가 없었기 때문에, 3명 정도를 수송할 수 있는 작은 객실을 가지고 있다. 이것의 계획된 목적은 추락한 헬리콥터 승무원의 구조를 가능하게 하기 위한 것이다.

## 파생형

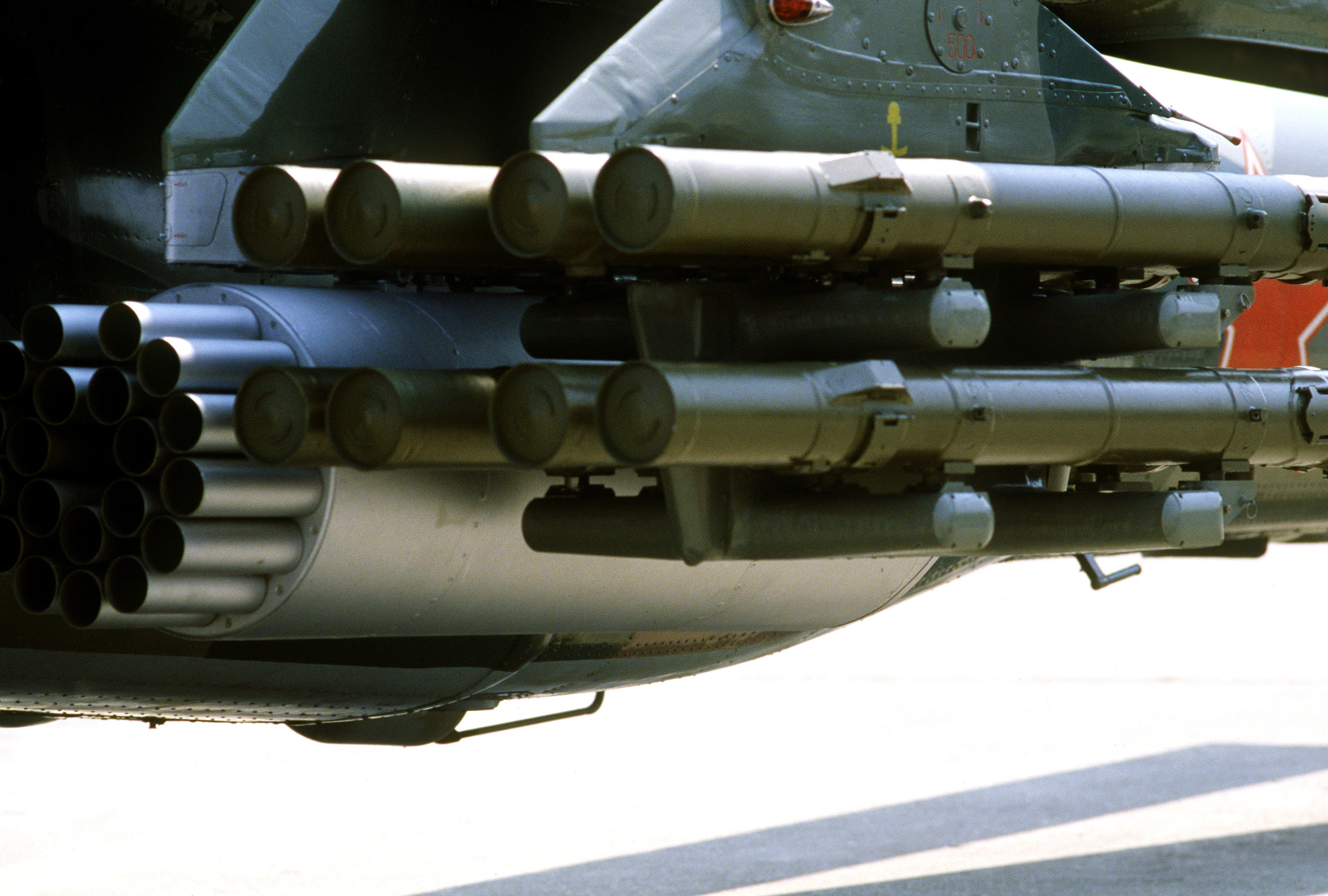
밀 Mi-28 무기 적재

- Mi-28A - 대전차 헬리콥터 원형 생산품. 1998년 개발 완료, 2003년 첫비행.
- Mi-28N/MMW Havoc - 전천후 주야간 전투 헬리콥터. 상부탑재 밀리미터파 레이다 스테이션, IR-TV 그리고 레이저 거리측정기가 장착되어 있다. 일련의 Mi-28N은 우크라이나 Motor-Sich에서 생산한 두개의 러시아 클리모프 TV3-117V MA-SB3 엔진(각각 2500 hp)을 가질 것이다. 최대 이륙 중량은 11500 kg, 최대 유효 탑재량은 2350 kg이다.
  - Mi-28N은 "나이트 헌터(Night Hunter)"라는 이름으로 실전배치되기 시작하였다. 2006년 Mi-28N 비행대가 벨라루스와의 합동군사훈련에 참여했다.
- Mi-28D - 단순화한 주간 작전용. Mi-28N과 비슷하지만, 기탑 레이다와 시야확보 TV-채널이 없다. 단가는 1,500만~1,700만 달러.
- Mi-28NAe - 북한에 제안된 수출형.[2]
- Mi-28L - 이라크를 위해 제안된 수출형
- Mi-40 - 무장 수송형

## 운영 국가
러시아
- 러시아 공군 - 43대 (2015년까지 325대)[출처 필요]

 베네수엘라
- 베네수엘라 공군 - 2010년까지 Mi-28N/MMW 14대 전달 예정[출처 필요]

## 제원 (Mi-28N)
일반 특성
- 승무원: 2명 (조종사와 무기관제사)
- 길이: 17.01 m (55 ft 10 in)
- 날개 직경: 17.20 m (56 ft 5 in)
- 높이: 3.82 m (12 ft 6 in) (레이다 제외)
- 날개 면적: 232.4 m² (2,500 ft²)
- 공허 중량: 7,890 kg (17,394 lb)
- 적재 중량: 10,400 kg (22,930 lb)
- 최대 이륙 중량: 12,100 kg (26,700 lb)
- 엔진: 2x 클리모프 TV3-117VM 터보샤프트, 각각 1,640 kW (2,200 shp)

성능
- 최대 속력: 377 km/h (218 mph)
- 작전 반경: 460 km (286 miles)
- 상승 고도: 5,750 m (18,900 ft)
- 상승률: 816 m/min (2,680 ft/min)
- 원반 하중: 45 kg/m² (9 lb/ft²)
- 추력대 질량비: 0.31 kW/kg (0.19 hp/lb)

무장
- 1x 턱부분 탑재 30 mm 시푸노프 2A42 기관포 300발(220° 좌우발사)
- 2,400 kg (4,400 lb)까지 처리 가능한 4개의 장착점:
  - 16x AT-9 대전차 미사일, 40x S-8 로켓, 또는
  - 16x AT-9 대전차 미사일, 10x S-13 로켓, 또는
  - 16x AT-9 대전차 미사일, 2x 23 mm Gsh-23L 기관포 포드 (각각 250발)

## 같이 보기
- 아구스타 A129 망구스타
- AH-64 아파치
- AH-1Z 바이퍼
- 데넬 AH-2 루이발크
- 유로콥터 타이거
- 카모프 Ka-50/Ka-52